# Johann Evangelist Stiger
Johann Evangelist Stiger (kurz Johann Stiger; * 22. Oktober 1776 in Graz; † 28. September 1846 ebenda) war ein österreichischer Mediziner, einer der ersten akademisch gebildeten Augenärzte und Rektor der Universität Graz.

## Biographie

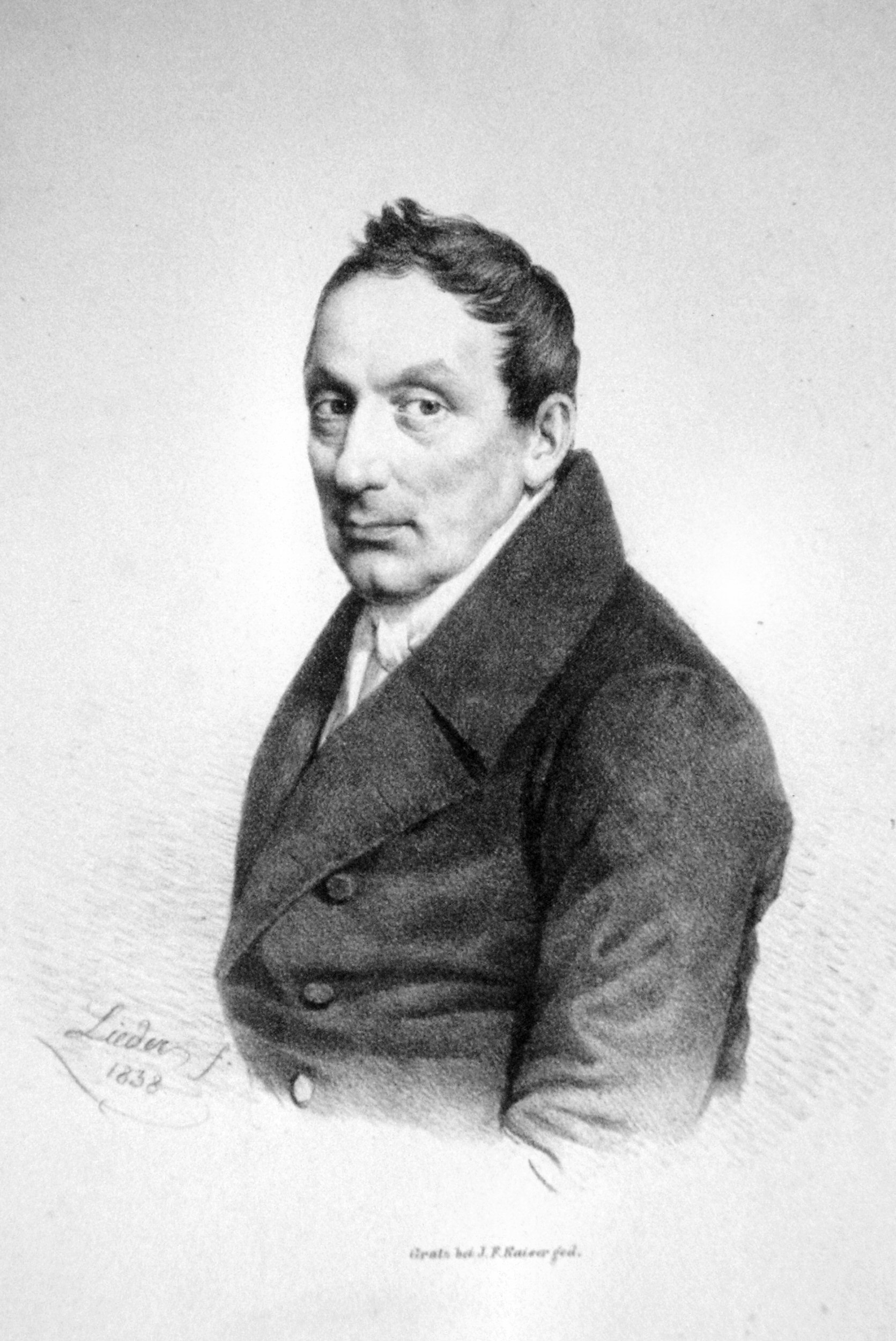
Johann Evangelist Stiger in seiner Zeit als Universitätsrektor

Johann Evangelist Stiger wurde 1776 in Graz geboren. Sein Vater Johann Stiger war ein Färbermeister aus Windischgräz (heute Slovenj Gradec), der vor der Geburt des Sohnes nach Graz übersiedelt war, dort aber erst 1788 das Bürgerrecht erhalten hatte. Johann Evangelist Stiger absolvierte das Grazer Akademische Gymnasium und anschließend den „philosophischen Jahrgang“ an der heutigen (zwischen 1782 und 1827 auf den Rang eines Lyzeums reduzierten) Universität Graz. Ab 1795 studierte Stiger Medizin an der Universität Wien, wo er 1799 promovierte. In Wien war er Schüler von Joseph Barth.

### Medizinische Karriere
Im Frühjahr 1800 wurde er als Chefarzt an das Krankenhaus in Hartberg (heute Teil des LKH Oststeiermark) gerufen, um eine Typhusepidemie unter den dort in Kriegsgefangenschaft befindlichen Franzosen (vgl. Koalitionskriege) unter Kontrolle zu bringen. Im selben Jahr kehrte er nach Graz zurück. 1805 eröffnete er dort eine Augenarztpraxis, mit der er sich schnell einen Ruf als erste Autorität des Landes Steiermark in seinem Fach erwarb. 1806 erhielt er die Bewilligung, am allgemeinen Krankenhaus (heute LKH-Universitätsklinikum Graz) eine Augenklinik einzurichten, welche die erste der Welt gewesen wäre, er setzte diesen Plan jedoch aus unbekannten Gründen nicht in die Tat um. So ging dieser Verdienst 1813 an Georg Joseph Beer, einen weiteren Schüler Barths. Als Beleg für Stigers guten Ruf gilt, dass Louis Bonaparte ihn während seines Exils in Graz (1810–1814) als Arzt wählte. Stiger engagierte sich aber auch an anderen Ende des gesellschaftlichen Spektrums: Ab 1810 übernahm er die unentgeltliche ärztliche Versorgung des städtischen Siechen- und Arbeitshauses, 1815 die augenärztliche Betreuung im Provinzialstrafhaus (heute Justizanstalt Graz-Karlau). 1817 wurde Stiger offiziell zum Städtischen Augenarzt ernannt und war in weiterer Folge Präsident des „Verbandes der Ärzte in Graz.“ Besondere Verdienste erwarb er sich bei der Bekämpfung der Ägyptischen Augenentzündung, die bei den in Graz stationierten Soldaten grassierte. Nach anderen Angaben gelang ihm dies bei einer Stationierung als Garnisonsarzt in Klagenfurt.
Neben seiner Tätigkeit als Augenarzt übernahm Stiger zunehmend Leitungsfunktionen. Ab 1814 war er Chefarzt des Grazer Militärspitals, ab 1822 war er verantwortlich für die gesamte medizinische Behandlung in der Strafanstalt Karlau. Ab 1823 hatte er die Leitung des Krankenhauses der Barmherzigen Brüder inne. 1837/38 wurde er zum Rektor der Universität Graz (die zu diesem Zeitpunkt noch gar keine eigene medizinische Fakultät hatte) ernannt. 1843 wurde Stiger mit dem Ehrentitel Kaiserlicher Rat ausgezeichnet.
Zu Stigers Verdiensten zählt sein Einsatz für das Impfwesen. 1807 publizierte er eine Broschüre namens „Praktische Belehrungen über die Impfung und den Nutzen der Kuhpocken,“ die gratis an „alle“ (steirischen?) Ärzte verteilt wurde. Die auf Perubalsam basierende „Stigersche Kindersalbe“  fand bis weit ins 20. Jahrhundert Verwendung.

### Privatleben

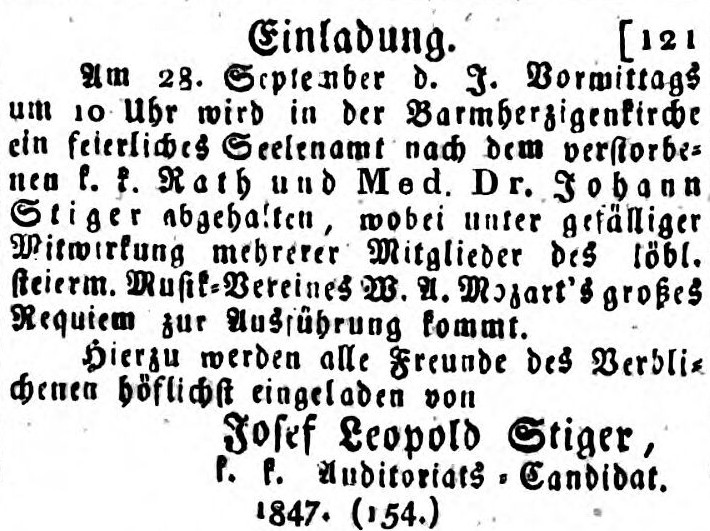
Johann Evangelist Stigers Sohn Joseph Leopold lädt zum Seelenamt anlässlich des Jahrgedächtnisses des Todestages

Johann Evangelist Stiger war langjähriges Mitglied des Musikvereins für Steiermark. Er besaß mehrere repräsentative Immobilien in der Stadt Graz, darunter das Hubertus-Schlössl und ein Haus in der „Unteren Mariahilferstraße,“ die zu seinen Ehren seit 1867 den Namen „Stigergasse“ trägt. 1838 ist er als Besitzer des Palais Thinnfeld genannt.
Johann Evangelist Stiger war verheiratet mit Klara (geb. Prett), das Paar hatte sechs Kinder (Johann, Maria, Joseph Leopold, Sophie, Anna und Klara). Der Sohn Joseph Leopold Stiger beteiligte sich führend an der Revolution von 1848. Johann Evangelist überlebte seine Gattin Klara und heiratete kurz vor seinem Tod eine rund 40 Jahre jüngere Frau. Nach seinem Tod 1846 kam es zu langwierigen Erbstreitigkeiten zwischen den Geschwistern.